# Арипов, Диёржон Расулович
Диёржон Расулович Арипов (каз. Дияржан Расулұлы Әріпов; род. 10 марта 1997, Коминтерн, Южно-Казахстанская область) — казахстанский футболист, защитник клуба «Каспий».

## Клубная карьера
Воспитанник южно-казахстанского футбола. Футбольную карьеру начинал в 2014 году в составе клуба «Мактаарал» в первой лиге. 28 марта 2017 года в матче против клуба «СДЮШОР № 7» дебютировал в кубке Казахстана (4:2), выйдя на замену на 52-й минуте вместо Абылайхана Махамбетова. 11 марта 2022 года в матче против клуба «Кайрат» дебютировал в казахстанской Премьер-лиге (0:1).

## Достижения
«Мактаарал»
- Серебряный призёр Первой лиги Казахстана: 2021

## Клубная статистика
| Игровая карьера | Игровая карьера | Игровая карьера | Лига | Лига | Кубок | Кубок | Межд. | Межд. | Др. | Др. |
| --------------- | --------------- | --------------- | ---- | ---- | ----- | ----- | ----- | ----- | --- | --- |
| 2014            | Мактаарал       | Б               | 9    | 0    | —     | —     | —     | —     | —   | —   |
| 2015            | Мактаарал       | Б               | —    | —    | —     | —     | —     | —     | —   | —   |
| 2016            | Мактаарал       | Б               | 1    | 0    | —     | —     | —     | —     | —   | —   |
| 2017            | Мактаарал       | Б               | 20   | 1    | 3     | 0     | —     | —     | —   | —   |
| 2018            | Мактаарал       | Б               | 24   | 3    | 2     | 0     | —     | —     | —   | —   |
| 2019            | Мактаарал       | Б               | 17   | 0    | —     | —     | —     | —     | —   | —   |
| 2020            | Мактаарал       | Б               | 10   | 0    | —     | —     | —     | —     | —   | —   |
| 2021            | Мактаарал       | Б               | 20   | 1    | 9     | 1     | —     | —     | —   | —   |
| 2022            | Мактаарал       | А               | 15   | 0    | 6     | 0     | —     | —     | —   | —   |
| 2023            | Мактаарал       | А               | 8    | 0    | 2     | 0     | —     | —     | —   | —   |